# Virtudes Castro
Virtudes Castro García (Adra, 22 de agosto de 1938-Almería, 14 de junio de 2022) fue una política socialista de Andalucía, España.
La mayor de tres hermanos, hijos de Antonio Castro Moreno, maestro socialista y concejal en la Segunda República represaliado en prisión al inicio de la dictadura franquista y Virtudes García Barranco. Se formó en su localidad natal hasta terminar el bachiller, matriculándose después en Magisterio, carrera que debió abandonar hasta que pudo retomarla mucho más tarde y presentarse por libre, obteniendo el título. 
Vinculada a la Unión General de Trabajadores y al Partido Socialista Obrero Español (PSOE) desde 1976, fue elegida diputada al Congreso por la circunscripción electoral de Almería en las primeras elecciones democráticas de 1977 formando parte de la Legislatura Constituyente.
En las elecciones de 1979 fue elegida senadora. En 1982 abandonó la actividad política, distanciándose del PSOE.
En 1985 ingresó en el Partido de Acción Socialista (PASOC). Con dicho partido integrado en la coalición Izquierda Unida logró el acta de concejala del ayuntamiento de Almería en las elecciones municipales de 1987 puesto que mantuvo hasta 1991. A mediados de la década de 1990 regresó al PSOE.